# Poa cusickii
Poa cusickii är en gräsart som beskrevs av George Vasey. Poa cusickii ingår i släktet gröen, och familjen gräs. Inga underarter finns listade i Catalogue of Life.

## Bildgalleri

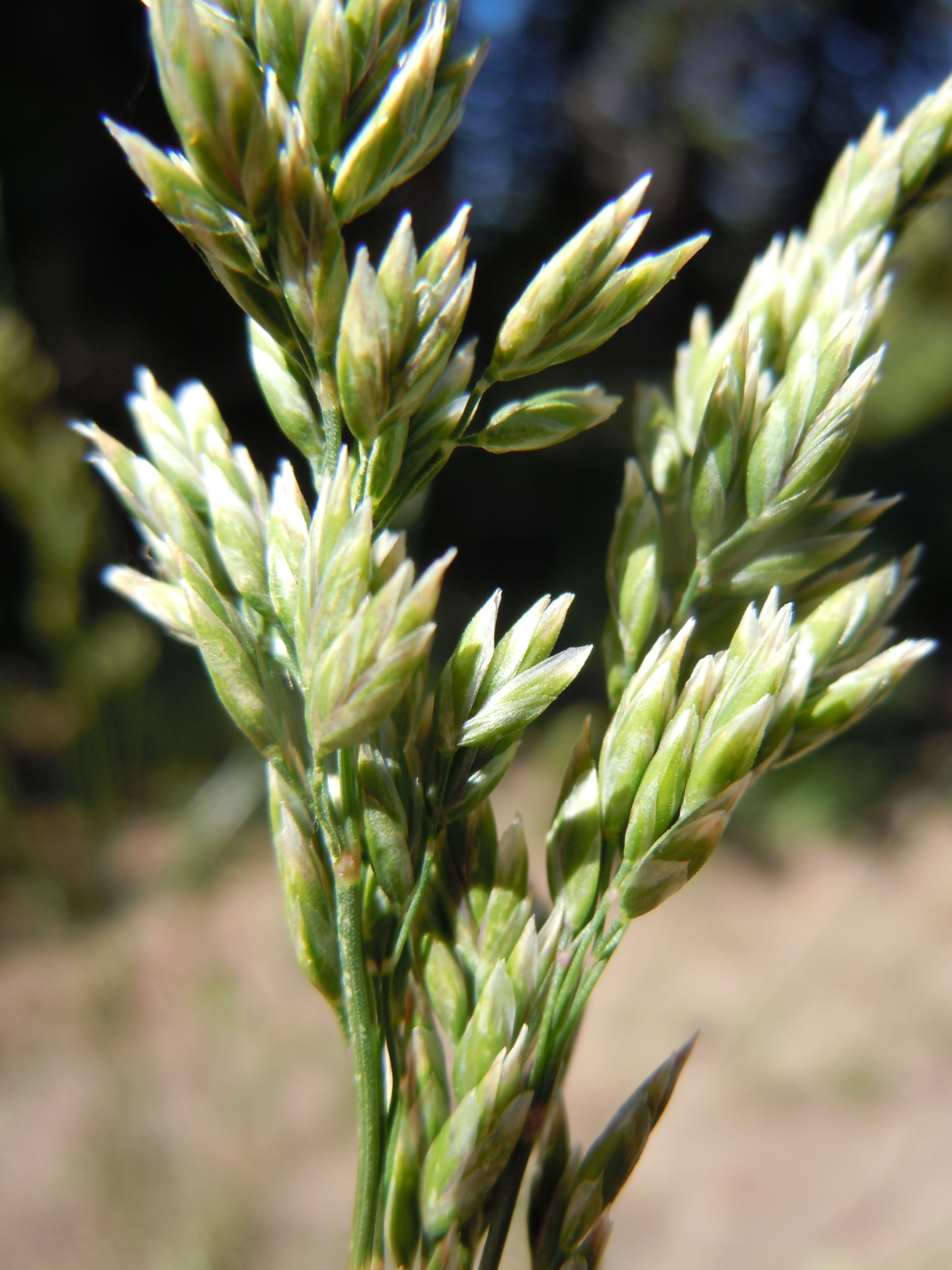
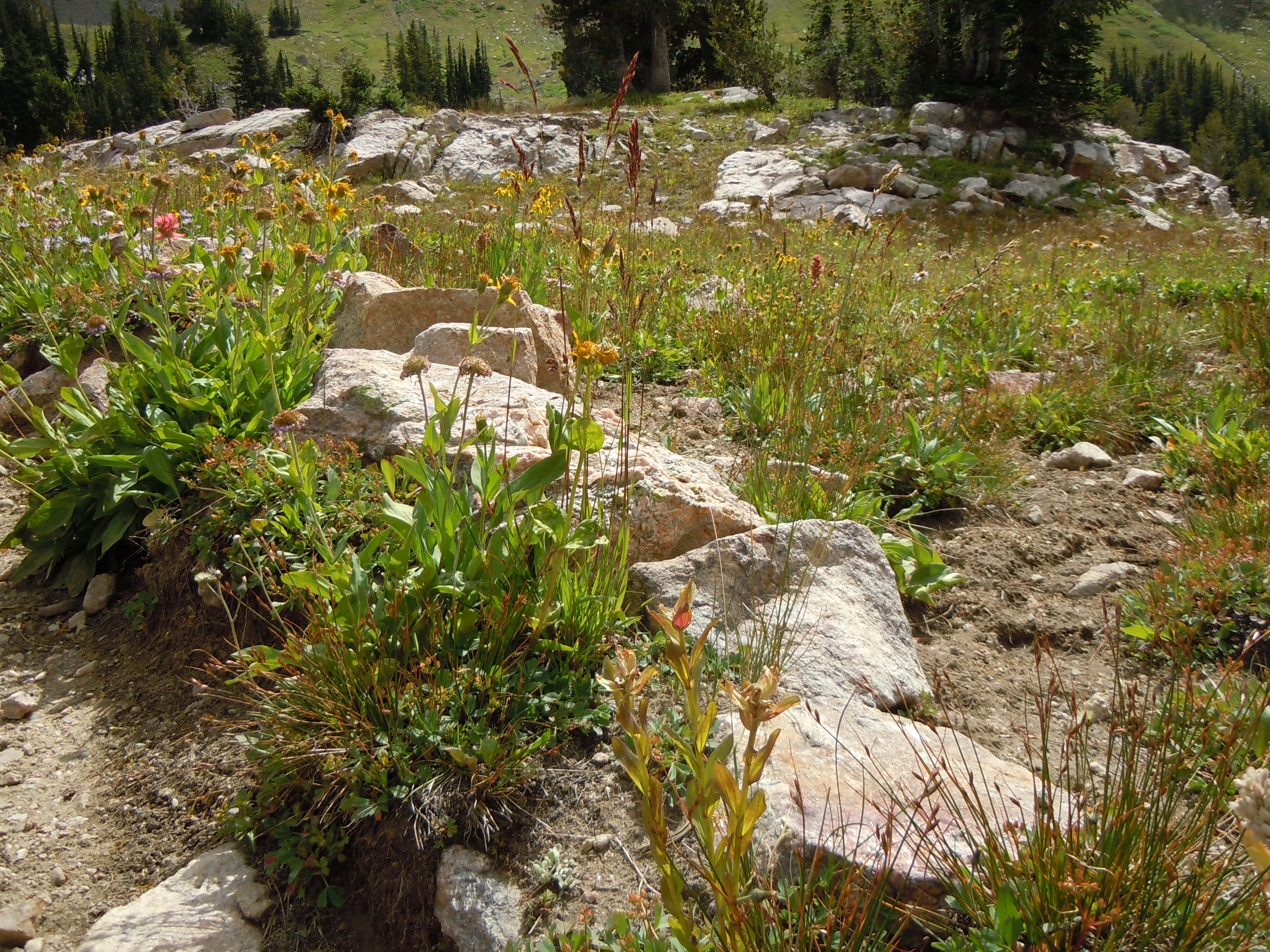
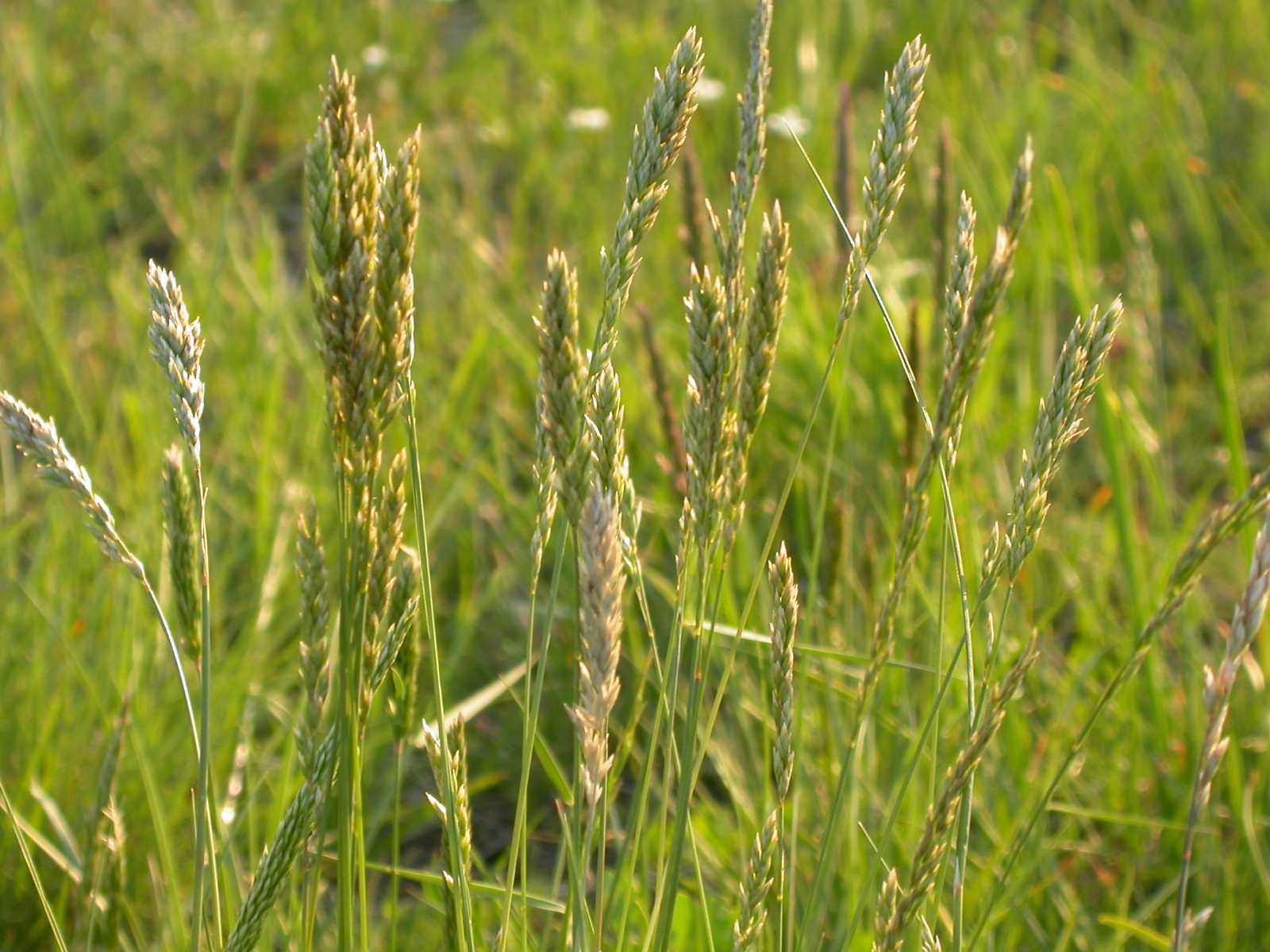
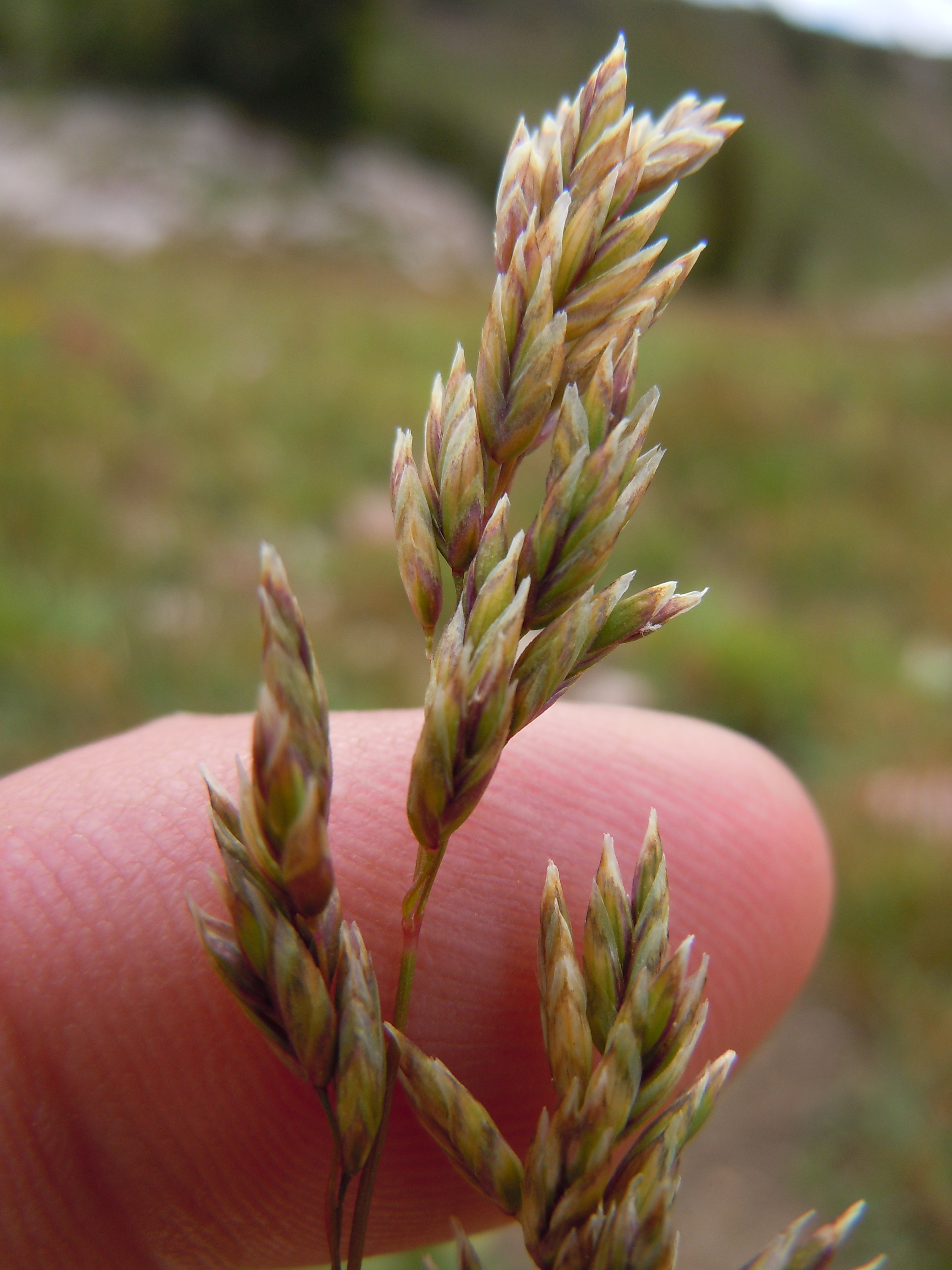